# 熱平衡
热平衡在物理学领域通常指温度在时间或空间上的稳定。其有时是一个特殊的技术术语。作为技术术语的热平衡也有两种含义：一种是系统内部的热平衡，另一种是两个物体之间物理状态的一种关系。系统内部的热平衡指系统内部温度时间和空间的一致性。而作为一种关系，它指的是两体间没有热量传递。这一条技术含义与温度的定义密切相关。

## 两种技术含义

### 孤立体的热平衡
孤立体的热平衡的前提是没有热量流入或流出系统，并且系统能永远保持其固有属性。当系统符合上述前提时，其内部温度会在空间和时间上一致，它也就达到了它的热平衡。而这并不意味着它内部必须要达到其他平衡。

### 两个热接触物体的热平衡关系
两体间的热平衡是接触平衡的一种情况。这意味着它们通过特定的渗透性分区，接触路径，进行热传递。由于考察的是热平衡，所选择的接触路径只对热量有通透性，而并不允许物质或机械功通过。热平衡关系的最基本特性是自反性（即A和A自身处于热平衡）和对称性（即如果A和B处于热平衡，那么B和A也处于热平衡，这两点易见是当然、永恒成立的），而传递性并不是其最基本的特性。而通过一个简单推理，我们可以得到一个结论，热平衡具有传递性（即如果A和B处于热平衡，B和C处于热平衡，A和C也处于热平衡）。这一结论是热力学的一个基本定理，热力学第零定律。处于热平衡的系统之间构成的等价类称等温线。

## 热接触
封闭系统可以其环境间通过通过热传导或热辐射方式进行热传递。当净传递不为零时，系统的温度可正在发生变化。在热传递发生过程中，系统与其环境不处于热平衡。

## 孤立系统内部状态的变化
一个系统如果在足够长的时间里保持孤立状态，那么它就可以实现它内部的热平衡，即内部温度的整体一致。但系统在实现热平衡时并不一定能够达到热力学平衡，因为系统自身的结构性的障碍可能会妨碍某些平衡的实现，例如玻璃。一个孤立系统可以通过改变其材料的状态来改变它的温度或它内部温度的空间分布情况。例如，一个一端热、一端冷的铁棒，当它被孤立足够长的时间，則它整体温度可以变得一致，即逞现热平衡。又如，对于盛在高度较高的绝热容器中且开始时温度不均匀的物质，在重力场长时间作用下，不同高度的温度可能会变得一致，而压强或密度可能不尽然如此。依据热力学第二定律，这样的变化总是不可逆的，正过程可以自发进行，而逆过程却不可以自发进行。
不同溫度的物體在接觸後，熱量會自高溫處流向低溫處，當兩物溫度相同不再改變，即達到熱平衡的狀態。

## 与热力学平衡的区别
热力学平衡包括力学平衡，化学平衡，相平衡和热平衡；也就是说热平衡只是热力学平衡的一个条件。